# Peltodon
Peltodon  é um gênero botânico da família Lamiaceae

## Espécies
| - Peltodon comaroides - Peltodon longipes - Peltodon pusillus - Peltodon radicans | - Peltodon repens - Peltodon rugosus - Peltodon tomentosus |